# Rhyacophila hoangliensis
Rhyacophila hoangliensis là một loài Trichoptera trong họ Rhyacophilidae. Chúng phân bố ở miền Ấn Độ - Mã Lai.